# John Longden
John Longden (11 de noviembre de 1900 – 26 de mayo de 1971) fue actor cinematográfico de nacionalidad británica. 
Nacido en las Indias Occidentales, actuó en un total de 84 películas entre 1926 y 1964, destacando entre ellas cinco títulos dirigidos por Alfred Hitchcock.
John Longden falleció en 1971 en Londres, Inglaterra.

## Selected filmography
- The Last Post (1929)
- Atlantic (1929)
- Blackmail (1929)
- Elstree Calling (1930)
- Juno and the Paycock (1930)
- The Flame of Love (1930)
- Two Worlds (1930)
- Children of Chance (1930)
- The Wickham Mystery (1931)
- The Skin Game (1931)
- The Ringer (1931)
- Two Crowded Hours (1931)
- Murder on the Second Floor (1932)
- A Lucky Sweep (1932)
- Rynox (1932)
- Born Lucky (1933)
- Young and Innocent (1937)
- The Gaunt Stranger (1938)
- Q Planes (1939)
- Jamaica Inn (1939)
- The Lion Has Wings (1939)
- Rose of Tralee (1942)
- The Ghosts of Berkeley Square (1947)
- Pool of London (1951)
- The Black Widow (1951)
- Dangerous Cargo (1954)
- Alias John Preston (1955)
- Quatermass 2 (1957)
- So Evil, So Young (1961)